# Friedrich Brandeis (Komponist)

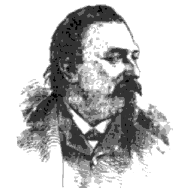
Friedrich Brandeis (vor 1888)

Friedrich Brandeis (* 5. Juli 1835 in Wien; † 14. Mai 1899 in New York) war ein österreichischer Pianist, Komponist und Musikpädagoge.

## Leben und Werk
Friedrich Brandeis war Schüler von Carl Czerny, Joseph Fischhof und Johann Rufinatscha. Er ging 1848 nach New York. Er trat dort ab 1851 als Konzertpianist auf. Er gewann als Klavierlehrer Ansehen und fand eine Anstellung als Organist.
Friedrich Brandeis schrieb Klavierwerke, Lieder, Orchesterstücke, Kammermusik und eine Ballade für Chor, Soli und Orchester.